# Aldrovandia affinis
Aldrovandia affinis - gatunek promieniopłetwej ryby z rodziny Halosauridae, zamieszkujący tropikalne, subtropikalne i umiarkowane oceany z wyjątkiem wschodniego Pacyfiku. Żyje na głębokości 700 - 2000 m. Nazwa gatunkowa nawiązuje do długiego ogona. Ciało pokryte dużymi, gładkimi łuskami. Ryba rzadko spotykana i bardzo słabo poznana.